# Rick Malambri
Rick Malambri (ur. 7 listopada 1982 na Florydzie) – amerykański aktor, tancerz i model.

## Życiorys
Urodził się w Fort Walton Beach na Florydzie jako syn Jeannie Marie Egleston Deckert i Tima Malambri. Ma pochodzenie włoskie, czeskie, litewskie, angielskie, francuskie i niemieckie. Ukończył Choctawhatchee High School.
Swoją karierę rozpoczynał jako model. W 2004 wystąpił w reklamie Abercrombie and Fitch.
Był jednym z tancerzy grupy The LXD. Jego późniejsza kariera rozpoczynała się od małych ról telewizyjnych. W 2007 dostał swoją pierwszą wielką rolę porucznika Ash w filmie akcji Uniwersalni żołnierze (Universal Soldiers). Gościnnie wystąpił w teledysku do piosenki Britney Spears „If U Seek Amy” (2008), a także T-Pain - „I Got My Own Step” (2010) i Cimorelli - „If It Isn’t With You” (2017).
Po występie w filmie science-fiction Surogaci (Surrogates, 2009), przyjął rolę Luke’a Katchera w Step Up 3-D (2010).
W 2010 roku wziął ślub z Lisą Mae. 4 grudnia 2013 roku urodziła im się córka Alyx Brooke Malambri.

## Filmografia

### Filmy fabularne
| Rok  | Film                                       | Rola                          |
| ---- | ------------------------------------------ | ----------------------------- |
| 2007 | Uniwersalni żołnierze (Universal Soldiers) | porucznik Ash                 |
| 2009 | Surogaci                                   | Urzędnik                      |
| 2010 | Step Up 3-D                                | Luke Katcher                  |
| 2010 | After the Fall (TV)                        | Will Dutton                   |
| 2011 | A Holiday Heist                            | Duncan                        |
| 2013 | Co było, a nie jest (Clear History, TV)    | flirtujący chłopak na targach |
| 2013 | Cosplaya (TV)                              | Załoga 1                      |
| 2014 | The Cookie Mobster (TV)                    | Joey D'Amico                  |
| 2016 | Change of Heart (TV)                       | Andy                          |

### Seriale TV
| Rok  | Serial                      | Rola         |
| ---- | --------------------------- | ------------ |
| 2007 | Jak poznałem waszą matkę    | Facet        |
| 2009 | Zabójcze umysły             | Dan Keller   |
| 2009 | Melanż z muchą (Party Down) | Bran         |
| 2011 | The Lying Game              | Eduardo Diaz |
| 2018 | Królestwo zwierząt          | Carter       |